# Penrosada interrupta
Penrosada interrupta är en fjärilsart som beskrevs av Brown 1944. Penrosada interrupta ingår i släktet Penrosada och familjen praktfjärilar. Inga underarter finns listade i Catalogue of Life.